# 中井みちえ
中井 みちえ（なかい みちえ、1984年4月22日 - ）は、日本の女優・タレントでヤンキーフォーの元メンバーである。鳥取県出身。愛称は『みっちぇ』。所属事務所はフリーランスで、ヤンキーフォー時代はトミーズアーティストカンパニーに所属。

## 主な出演作品

### テレビ
- エンタの天使（日本テレビ）
- Goroプレゼンツ マイ・フェア・レディ（TBS）
- 女優魂（日本テレビ）
- イツザイ（テレビ東京）

#### ドラマ
- LOVE GAME （日本テレビ）

### CM
- NTTdocomo 「Fシリーズ」

#### 舞台
- 「IZO」劇団前墳バックドロップス公演 東京芸術劇場2007年
- 「龍馬よ雲になりすませ」劇団前墳バックドロップス公演 萬スタジオ2008年
- 「題名未定」劇団前墳バックドロップス公演 東京芸術劇場2008年
- 「セブンガールズ」劇団前墳バックドロップス公演 東京芸術劇場2009年

### イベント
- サンアルピナ鹿島槍スキー場 「GYPSY SPIRIT summer rock FES」（2008年）
- ラゾーナ川崎（2009年）
- 石丸電気ソフト本店（2009年）
- 赤坂サカス 「夏 Sacas'09 SacasWaterPark」（2009年）
- 神宮外苑花火大会2009 軟式野球場 （2009年）
- 東京ドームシティ ラクーア （2009年）